# Vanessa Guzmán
Vanessa Guzmán (Cidade do México, 19 de abril de 1976) é uma atriz mexicana.

## Biografia
Nasceu em 1976, na Cidade do México, porém ainda sendo muito pequena se mudou com sua familia a Ciudad Juárez, Chihuahua, onde cresceu e passou sua infância e adolescência. 
Em 1995 foi coroada como a mulher mais bela de Chihuahua para representar a seu estado no concurso Nuestra Belleza México, no qual obteve o primeiro lugar. Isto lhe valeu ir ao Miss Universo, onde realizó um bom papel, ficando entre as dez finalistas.
Sua estréia na televisão aconteceu como condutora do programa de variedades Al Ritmo de la Noche, ao lado de Jorge Ortiz de Pinedo. Em 1999 estreou como atriz na telenovela Tres mujeres. Nos anos seguintes participou de outras novelas como Carita de ángel, Siempre te amaré, Aventuras en el tiempo, Entre el amor y el odio, Amar otra vez e Alborada.
No ano de 2006 protagoniza a série Amor mío, ao lado de Raúl Araiza. Esta série teve duas temporadas. 
Em 2009 regressa ao México, onde protagonizou a novela Atrévete a soñar, ao lado de Danna Paola, Eleazar Gómez e René Strickler. 
Em 2012 integrou o elenco da série Infames. 

## Vida Pessoal
Esteve casada durante 6 anos com Eduardo Rodrigues, e com ele teve um filho chamado José Eduardo, nascido em 30 de junho de 1999. Eles se separaram em meados de 2004. 
Em dezembro de 2006, ela se casou com o ator uruguaio Uberto Bondoni. Desta união, a atriz ficou grávida pela segunda vez. Porém esta gravidez era de risco para sua vida.  Apesar de todos os problemas, a atriz deu à luz seu filho no dia 10 de janeiro de 2008.
Em julho de 2008 a atriz e seu marido Uberto se envolveram em um escândalo, no qual foram vazadas fotos intimas do casal em uma praia. Houve rumores de que o próprio casal entregou as fotos à imprensa, porém nada foi confirmado. 

## Carreira

### Telenovelas
- Juegos de traición (2020) .... Georgina
- Soltero con hijas (2019) .... Victoria Robles
- Atrévete a soñar (2009-2010) .... Ana Castro
- Alborada (2005-2006) .... Perla / Fabiola Llorente
- Amar otra vez (2003-2004) .... Verónica Santillán Vidal
- Entre el amor y el odio (2002) .... Juliana Valencia Montes
- Aventuras en el tiempo (2001) .... Fabiola "Faby" Wolf
- Carita de ángel (2000-2001) .... Gilda Esparza
- Amigos X Siempre (2000) .... Bárbara "Barbie"
- Siempre te amaré (2000) .... Sabina Reyes Castellanos
- Cuento de Navidad (1999) .... Claudia
- Tres mujeres (1999-2000) .... Carolina Fontaner
- Camila (1998-1999) .... Fabiola

### Séries
- Amor mío (2006-2008) .... Abril Parra Ibañez/Abril Martínez Ibañez
- Infames (2012)

### Filmes
- 16 en la lista (1998) .... Denisse